# M/S Amsterdam
M/S Amsterdam är ett kryssningsfartyg byggt år 2000.

## Historia
Den 7 januari 2000 sjösattes fartyget som levererades den 30 september samma år. Den dagen döptes också fartyget för att efter det genomföra sin första kryssning.